# 伊爾扎韋齊 (伊奇尼亞區)
50°52′0″N 32°33′40″E / 50.86667°N 32.56111°E
伊爾扎韋齊（烏克蘭語：Іржавець）是位於烏克蘭北部切爾尼希夫州裏普里盧基區的村莊，始建於1600年，面積3平方公里，海拔高度164米，2001年人口840，人口密度每平方公里280.2人。